# Journal de 13 heures (TF1)
Le Journal de 13 heures de TF1 ou encore affiché à l'écran comme « LE 13H » est un journal télévisé français diffusé chaque jour en direct à 12 h 58 en semaine et à 12 h 59 le week-end, sur la chaine nationale d'abord publique TF1, puis privatisée en 1987. L'émission succède à l'édition TF1 Actualités 13h à partir du 16 février 1981.

## Historique
L'actualité télévisée de la mi-journée sur la chaîne historique nationale française existe depuis 1949. Au fil des changements à la tête de la direction de la chaîne et de ses rédactions, la formule évolue sensiblement. L'édition de la mi-journée à la télévision sur la première chaîne historique est introduite à partir du mois de novembre 1949; elle ne reprend principalement que les images du journal télévisé du soir diffusée la veille et sans présentateur à l'image mais uniquement accompagnée de commentaires en direct. En 1957, sous l'impulsion de Pierre Sabbagh et Jacques Sallebert alors que l'horaire du journal du soir est fixé à 20 h, l'édition de la mi-journée est désormais diffusée à 13 h 15, sauf le dimanche où elle se tient à 12 heures. Le 20 avril 1963, le journaliste Raymond Marcillac et le ministre Alain Peyrefitte créent les Actualités télévisées avec une édition de la mi-journée, une diffusion qui se prolonge en juillet 1964 sur la même antenne désormais intitulée Première chaîne de l'ORTF. Le 20 septembre 1965, l'émission d'actualités « Télé-Midi » remplace la précédente formule, jusqu'au 2 novembre 1969 où Pierre Desgraupes lance Information Première, de janvier à mars 1972 de 12h45, puis à 13h ensuite, du lundi au vendredi, présentée par Paul Lefevre, Jean-Michel Desjeunes, Jean Lanzi puis Jean-Pierre Elkabbach. 
Lors des événements de mai 1968, Yves Mourousi réalise sa première interview télévisée en interrogeant Alain Peyrefitte, ministre de l’Éducation nationale. Le 6 novembre 1968, il présente pour la première fois à la radio, le journal de 13 heures de France Inter, après avoir été rédacteur puis rédacteur en chef d’Inter actualités magazine, la tranche d'information de la mi-journée.
Le 11 septembre 1972, Jacqueline Baudrier compose son équipe avec notamment Léon Zitrone, Michel Péricard, Claude Brovelli, Jean-François Robinet et Bernard Volker pour lancer le journal 24 heures sur la Une et son édition de la mi-journée. En 1972, le rédacteur en chef Christian Bernadac sélectionne plusieurs de ses jeunes journalistes de France Inter pour qu'ils produisent et fournissent à la toute nouvelle troisième chaîne de l'ORTF des sujets d'actualités quotidiens intitulés « Inter 3 »; Mourousi est choisi, ainsi que, parmi ses collègues journalistes, Jean-Claude Bourret et Régis Faucon. 
Le 6 janvier 1975, après l'éclatement de l'ORTF et la création de TF1, une nouvelle rédaction est composée de journalistes venant à la fois de l'ancienne rédaction de 24 heures sur la Une comme Bernard Volker, Jean-François Robinet, Claude Brovelli, Alain Fernbach, Patrice Duhamel, Michel Chevalet, Dominique Baudis ou François Bonnemain. Elle est aussi complétée de journalistes plus jeunes, venus de la radio publique France Inter avec Christian Bernadac parmi lesquels on note Yves Mourousi, Jean-Claude Bourret, Michel Denisot, Jean-Pierre Pernaut, Régis Faucon ou Dominique Bromberger. Le rendez-vous d'actualité est nommé Information télévisée 1.
Le 20 décembre 1975 à 20 h, la chaîne TF1 lance officiellement sa télédiffusion en couleur et pour renforcer l'identité de la chaîne, l'appellation IT1 disparaît pour laisser place à TF1 Actualités. Le journal de 13h est présenté par le duo Yves Mourousi-Michel Denisot. Il dure une heure avec une première partie consacrée à l'actualité et une seconde partie magazine, plus tournée vers la culture.

## Développements et privatisation de TF1
Le 16 février 1981, la présentation en couple du Journal de 13 heures de TF1 est instituée. Marie-Laure Augry rejoint alors Yves Mourousi, qui présente TF1 Actualités 13h depuis 1975, aux commandes du journal. Chacun des deux présentateurs prépare le journal de son côté afin qu'aucun ne sache à l'avance ce que l'autre va dire à l'écran. Cela donne une plus grande spontanéité au journal et quelques scènes d'humour. Le couple ambitionne de « faire de l'information sérieuse, mais sans se prendre au sérieux ». La structure du journal est alors articulée en deux parties, l'une orientée information et l'autre plutôt magazine.
La direction de l'information de TF1 modernise son journal télévisé en mettant à l'antenne une nouvelle formule le 22 janvier 1985 à vingt heures, accompagnée d'un nouveau générique en 3D et d'un nouveau plateau nettement plus moderne, qui est utilisé dès le lendemain par le Treize heures. 
À la suite de la privatisation de TF1 rachetée par le groupe Bouygues en avril 1987, Yves Mourousi ne manque pas une occasion de multiplier les provocations au sujet de son nouvel actionnaire. Il est remercié par la nouvelle direction de la chaîne et cesse de présenter le journal avec Marie-Laure Augry. Son ancien co-présentateur des années 1975-1981, Jean-Pierre Pernaut, prend sa succession et présente seul le Treize heures dès le 22 février 1988. Ce changement de présentation a été perçu comme un moyen de réaffirmer le pouvoir de la direction sur sa propre rédaction,. 
Ayant bien compris que le public regardant la télévision le midi est plutôt rural et âgé et que son centre d'intérêt n'est pas l'actualité politique, judiciaire et internationale traitée le soir dans le Journal de 20 heures, Jean-Pierre Pernaut réoriente le Journal de 13 heures vers des faits d'actualité locale et la présentation de traditions artisanales régionales en s'appuyant massivement sur des reportages réalisés en partenariat avec la presse quotidienne régionale. TF1 a alors beaucoup souffert du manque d'image d'actualité régionale dans les années 1980, celles-ci étant réservées à FR3. Le Journal de 13 heures se présente ainsi comme une synthèse de l'actualité abordée chaque jour dans les colonnes de la PQR et évite ainsi de passer sous silence l'actualité préoccupant une grande partie de la population française à cette heure, actualité qui diffère des préoccupations plus "parisiannistes" et institutionnelles abordées chaque soir dans le Journal de 20 heures. Cette stratégie, qui vise à toucher tous les publics, permet au Journal de 13 heures de réaliser les meilleures audiences à cet horaire depuis sa mise en place.
Dans son livre Pour tout vous dire, Jean-Pierre Pernaut explique les changements qu'il a opérés pour rendre le journal de 13 heures plus populaire, notamment à l'aide de correspondants dans les régions, une première à l'époque dans les journaux télévisés en France. Aujourd'hui, ce réseau de correspondants en régions est composé de 19 bureaux et 150 journalistes, la plupart en partenariat avec les grands titres de la presse quotidienne régionale.
À l'occasion des 20 ans de TF1, le 6 janvier 1995, Jean-Pierre Pernaut reçoit pour la première fois son prédécesseur Yves Mourousi, afin de célébrer l'événement avec toute l'équipe du journal. Le 22 février 2013, l'équipe de la rédaction prépare une surprise en diffusant deux reportages retraçant l'histoire de la partie magazine du 13H. De retour, en plateau, Claire Chazal, Gilles Bouleau, Evelyne Dhéliat, Louis Bodin et Harry Roselmack apportent un gâteau à Jean-Pierre Pernaut. Le 22 février 2018, Jean-Pierre Pernaut fête ses 30 ans au JT en tant que titulaire, un record mondial. Le 27 août 2018, à l'occasion de la rentrée, le journal de 13H (comme le 20H) s'offre un nouveau plateau et un nouveau générique, inauguré par Jean-Pierre Pernaut. Le 17 septembre 2020, TF1 annonce que Marie-Sophie Lacarrau va remplacer Jean-Pierre Pernaut à l'animation du 13 heures à partir du 4 janvier 2021.  
Le 18 décembre 2020, Jean-Pierre Pernaut présente pour la dernière fois le journal, après 33 ans de service. Pour cette occasion, le journal adopte un format exceptionnel d'environ 1h et demie afin de remercier le présentateur. De nombreux témoignages d'affection et de remerciement sont diffusés.  
Le 18 février 2021, Marie-Sophie Lacarrau prend l'antenne à 12 h 58, comme habituellement, pour annoncer qu'un « énorme problème technique » empêche « de diffuser un seul reportage ». Elle poursuit en indiquant que « c'est absolument inédit » et qu'il est par conséquent impossible de proposer le journal de 13 heures du jour. Une rediffusion d'un épisode de Reportages est alors proposée, avec un bandeau explicatif défilant en bas de l'écran. Finalement, vers 13 h 38, la présentatrice réapparaît à l'antenne en donnant les premières explications du problème technique rencontré : « ça y est, nous avons pu récupérer une partie de nos outils alors qu'une panne réseau affecte toutes nos antennes et celle de LCI, c'est pour cela qu'il y a quelques minutes nous n'avons pas pu vous présenter votre 13 heures à l'heure habituelle, là, nous sommes en mesure de prendre l'antenne »,. Ce journal raccourci s'est finalement terminé à 13 h 54. C'est la première fois, dans l'histoire du journal de 13 heures de TF1, que la diffusion ne peut être lancée à 13 h. À compter du 17 décembre 2021, Marie-Sophie Lacarrau est remplacée par son joker Jacques Legros en raison d'une infection de l'œil droit. À compter du 21 février 2022, Julien Arnaud, joker au journal de 20 heures, prend le relais, et ce jusqu'au 16 mai 2022, date où Marie-Sophie Lacarrau fait son retour à la présentation.
Le 9 mai 2025, le journaliste Jacques Legros présentait son dernier journal dont une partie en fin de ce dernier était consacrée à le remercier. En effet, celui-ci était présent au journal de 13 heures en tant que joker depuis le 19 juillet 1999.

## Identité visuelle

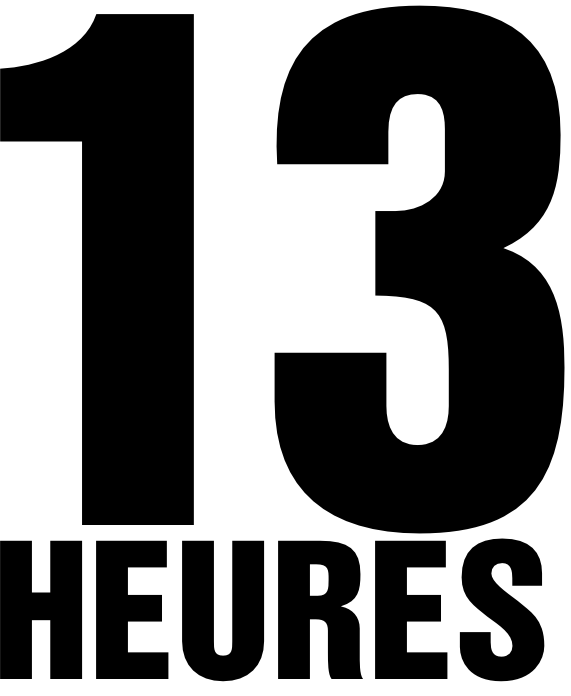
Logo du 27 août 2006 au 26 août 2011.
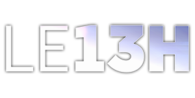
Logo du 27 août 2011 au 26 août 2018.
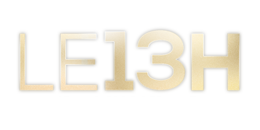
Logo depuis le 27 août 2018.

## Rubriques
En dehors de la rubrique quotidienne "Le 13h à vos côtés" qui vient en aide face aux problèmes de tous les jours des téléspectateurs, chaque jour est diffusé une rubrique différente :
- Lundi : SOS Villages
- Mardi : Votre histoire / La fléchette
- Mercredi : Talents de nos régions
- Jeudi : Le 13h à table ; L'actu et vous
- Vendredi : Le 13h au jardin ; La bonne idée
- Samedi : Quatre à table ; Week-end à...
- Dimanche : Zoom

### SOS Villages
Reportages consacrés aux commerces de proximité en recherche de repreneur. Ils s'agit de commerces tels que des bars, des bistrots, des boulangeries ou des épiceries dans des villages ruraux de petite taille. Cette série de reportages vise à faire connaître le site web « sosvillages.fr » sur lequel les gérants et les mairies publient des annonces afin de trouver des repreneurs.

### Votre histoire / La fléchette
Votre histoire - également surnommé La fléchette depuis récemment - est un rendez-vous dans lequel un correspondant des régions lance une fléchette permettant de partir, au hasard, sur le lieu où cette dernière est tombée. Ce moment est alors l'occasion de partir à chaque fois à la rencontre des habitants d'une commune différente.

### Le 13h à table
Tous les jeudis, le 13h à table vous aide à préparer les plus grands classiques de la cuisine française et du monde.

### Le 13h au jardin
Conseils en jardinage, protection et cueillette des fruits et légumes, cuisine des produits cultivés... Tout ceci et plus encore dans cette rubrique du vendredi.

### Votre plus beau marché
« Votre plus beau marché » est un concours de marchés organisé dans le cadre du journal. Lancé en 2018 et reconduit depuis chaque année, il désigne le plus beau marché de France en fonction des votes du public.

## Génériques et décors
Le thème principal du générique utilisé depuis 1990 est en fait un remix de la bande originale des Dents de la mer de Steven Spielberg composée en 1975 par John Williams. Ce fait est repéré et analysé par Serge Llado dans sa chronique du 11 décembre 2006 dans l'émission de Laurent Ruquier : On va s'gêner sur Europe 1. 
Les génériques du début conversent le même instrumental au niveau sonore depuis 1990, mais leurs habillages visuels ont changé à quatre reprises en 1996, en 2006, en 2011 et en 2018, tandis que le plateau du JT a été refait en 1996, en 2006, en 2011, en 2015 et en 2018[réf. nécessaire].

## Présentation
Marie-Sophie Lacarrau présente le Journal de 13 heures du lundi au vendredi depuis le 4 janvier 2021, remplacée pendant ses absences par Isabelle Ithurburu.
Anne-Claire Coudray présente le Journal de 13 heures et 20 heures du Vendredi soir au Dimanche soir depuis le 19 septembre 2015, remplacée pendant ses absences par Audrey Crespo Mara.

## Diffusion
Ce programme est toujours diffusé en direct et généralement depuis les studios de la tour TF1 à Boulogne-Billancourt, près de Paris. Antérieurement, il a été réalisé dans le studio 4 de l'ancien siège de TF1 au 15 rue Cognacq-Jay à Paris.

## Quelques audiences
| Jour de diffusion                     | Présentateur                         | Événement                       | Audience moyenne       | Audience moyenne | Réf.   |
| Jour de diffusion                     | Présentateur                         | Événement                       | Nb. de téléspectateurs | PDM              | Réf.   |
| ------------------------------------- | ------------------------------------ | ------------------------------- | ---------------------- | ---------------- | ------ |
| Mardi 2 décembre 1997                 | Jean-Pierre Pernaut                  | Grève de France 3               | 10 550 000             | 79 %             |        |
| Lundi 13 juillet 1998                 | Jean-Pierre Pernaut                  | En direct de la FFF             | 10 053 000             | 65,5 %           |        |
| Dimanche 21 novembre 1999             | Claire Chazal                        | –                               | 10 150 000             | 63,3 %           |        |
| Dimanche 9 janvier 2000               | Claire Chazal                        | –                               | 8 819 000              | 53,6 %           |        |
| Samedi 11 janvier 2003                | Claire Chazal                        | –                               | 9 118 000              | 53,9 %           |        |
| Lundi 28 mai 2007                     | Jean-Pierre Pernaut                  | –                               | 9 295 000              | 53,8 %           |        |
| Samedi 2 janvier 2016                 | Audrey Crespo-Mara                   | –                               | 6 600 000              | 40,3 %           |        |
| Vendredi 7 octobre 2016               | Jean-Pierre Pernaut                  | –                               | 5 103 000              | 42,2 %           |        |
| Lundi 24 octobre 2016                 | Jean-Pierre Pernaut                  | –                               | 5 889 000              | 41,6 %           |        |
| Samedi 24 décembre 2016               | Audrey Crespo-Mara                   | –                               | 6 696 000              | 45,1 %           |        |
| Samedi 31 décembre 2016               | Audrey Crespo-Mara                   | –                               | 6 821 000              | 41,1 %           |        |
| Samedi 4 février 2017                 | Anne-Claire Coudray                  | –                               | 6 932 000              | 41,4 %           |        |
| Lundi 6 février 2017                  | Jacques Legros                       | –                               | 5 456 000              | 40,5 %           |        |
| Samedi 18 mars 2017                   | Audrey Crespo-Mara                   | –                               | 6 204 000              | 39,5 %           |        |
| Samedi 1er avril 2017                 | Audrey Crespo-Mara                   | –                               | 6 357 000              | 42 %             |        |
| Samedi 5 août 2017                    | Audrey Crespo-Mara                   | –                               | 5 302 000              | 42,4 %           |        |
| Mardi 5 septembre 2017                | Jean-Pierre Pernaut                  | –                               | 5 270 000              | 44 %             | [ 25 ] |
| Samedi 30 décembre 2017               | Audrey Crespo-Mara                   | –                               | 6 284 000              | 41,8 %           |        |
| Lundi 16 juillet 2018                 | Jean-Pierre Pernaut                  | –                               | 5 279 000              | 42,4 %           | [ 26 ] |
| Lundi 20 mars 2020                    | Jacques Legros / Jean-Pierre Pernaut | –                               | 8 110 000              | 42,4 %           | [ 27 ] |
| Vendredi 18 décembre 2020             | Jean-Pierre Pernaut                  | Dernier JT                      | 8 130 000              | 59,3 %           | [ 28 ] |
| Lundi 28 décembre 2020                | Jacques Legros                       | –                               | 7 000 000              | 44,4 %           | [ 29 ] |
| Lundi 4 janvier 2021                  | Marie-Sophie Lacarrau                | Premier JT                      | 6 440 000              | 45,5 %           | [ 30 ] |
| Jeudi 18 février 2021 (13:37 - 13:54) | Marie-Sophie Lacarrau                | Problème technique              | 2 880 000              | 26,0 %           | [ 31 ] |
| Lundi 5 avril 2021                    | Marie-Sophie Lacarrau                | Lundi de Pâques                 | 6 270 000              | 40,3 %           | [ 32 ] |
| Jeudi 3 mars 2022 (13:29 - 14:09)     | Jacques Legros                       | Hommage à Jean-Pierre Pernaut   | 4 690 000              | 44,8 %           | [ 33 ] |
| Mercredi 9 mars 2022                  | Jacques Legros                       | Obsèques de Jean-Pierre Pernaut | 5 020 000              | 42 %             | [ 34 ] |
| Vendredi 9 mai 2025                   | Jacques Legros                       | Dernier JT                      | 4 700 000              | 45,4 %           | [ 35 ] |
| Lundi 14 Juillet 2025                 | Isabelle Ithurburu                   | Premier JT                      | 5 247 000              | 39,8%            | [ 36 ] |